# Cantón de Champagne-en-Valromey
El cantón de Champagne-en-Valromey (en francés canton de Champagne-en-Valromey) era una división administrativa francesa del departamento de Ain, en la región de Ródano-Alpes.

## Composición
El cantón incluía catorce comunas:
- Artemare
- Belmont-Luthézieu
- Béon
- Brénaz
- Champagne-en-Valromey
- Chavornay
- Lochieu
- Lompnieu
- Ruffieu
- Songieu
- Sutrieu
- Talissieu
- Vieu
- Virieu-le-Petit

## Supresión del cantón
En aplicación del decreto nº 2014-147 del 13 de febrero de 2014, el cantón de Campagne-en-Valromey fue suprimido el 1 de abril de 2015 y sus 14 comunas pasaron a formar parte del nuevo cantón de Hauteville-Lompnes.